# Nepas
Nepas es un municipio y localidad española de la provincia de Soria, partido judicial de Almazán, comunidad autónoma de Castilla y León. Pueblo de la Comarca de Almazán. Cuenta con una población de 50 habitantes (INE 2024).

## Geografía
Tiene un área de 25,13 km².

## Historia

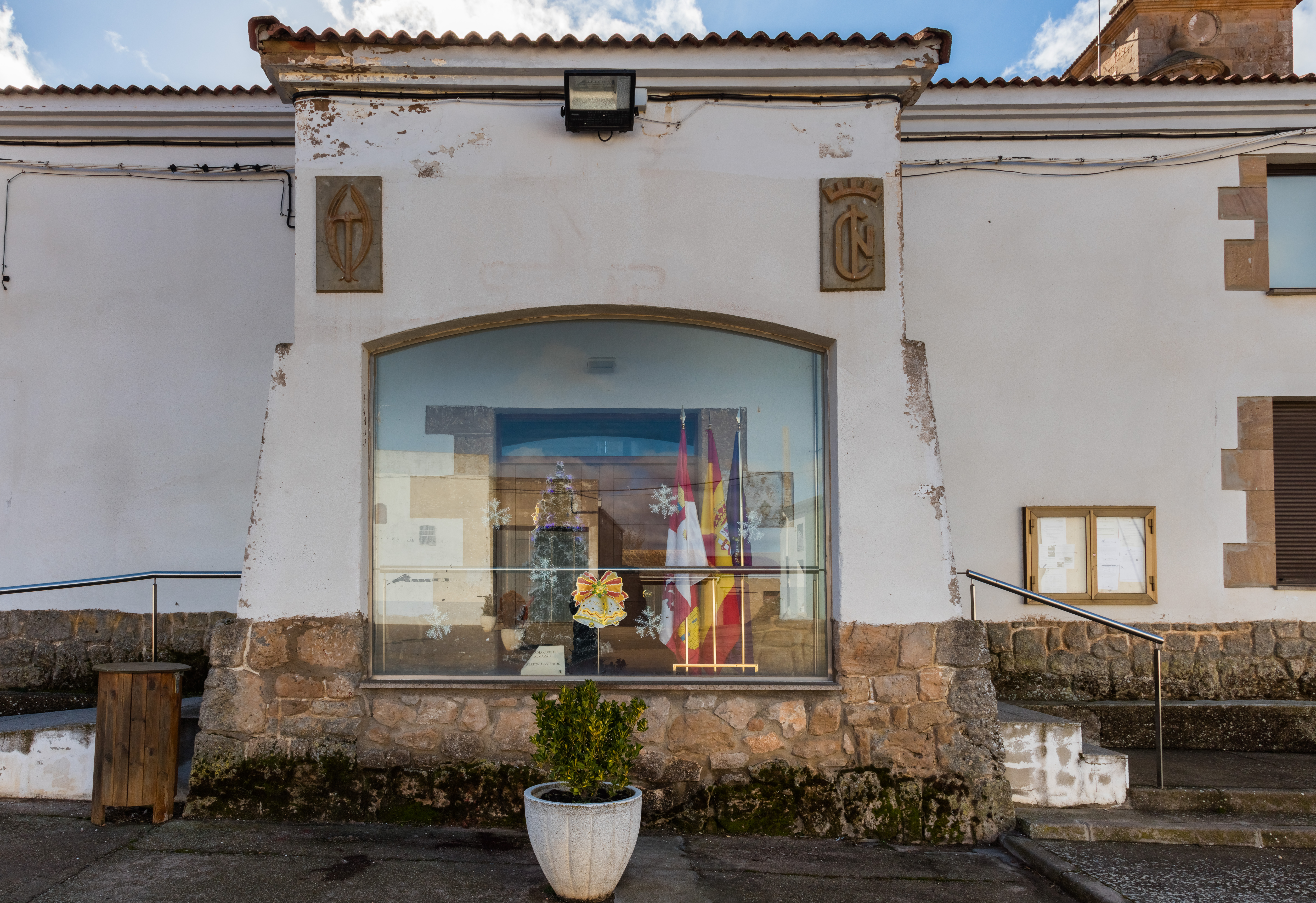
Casa consistorial

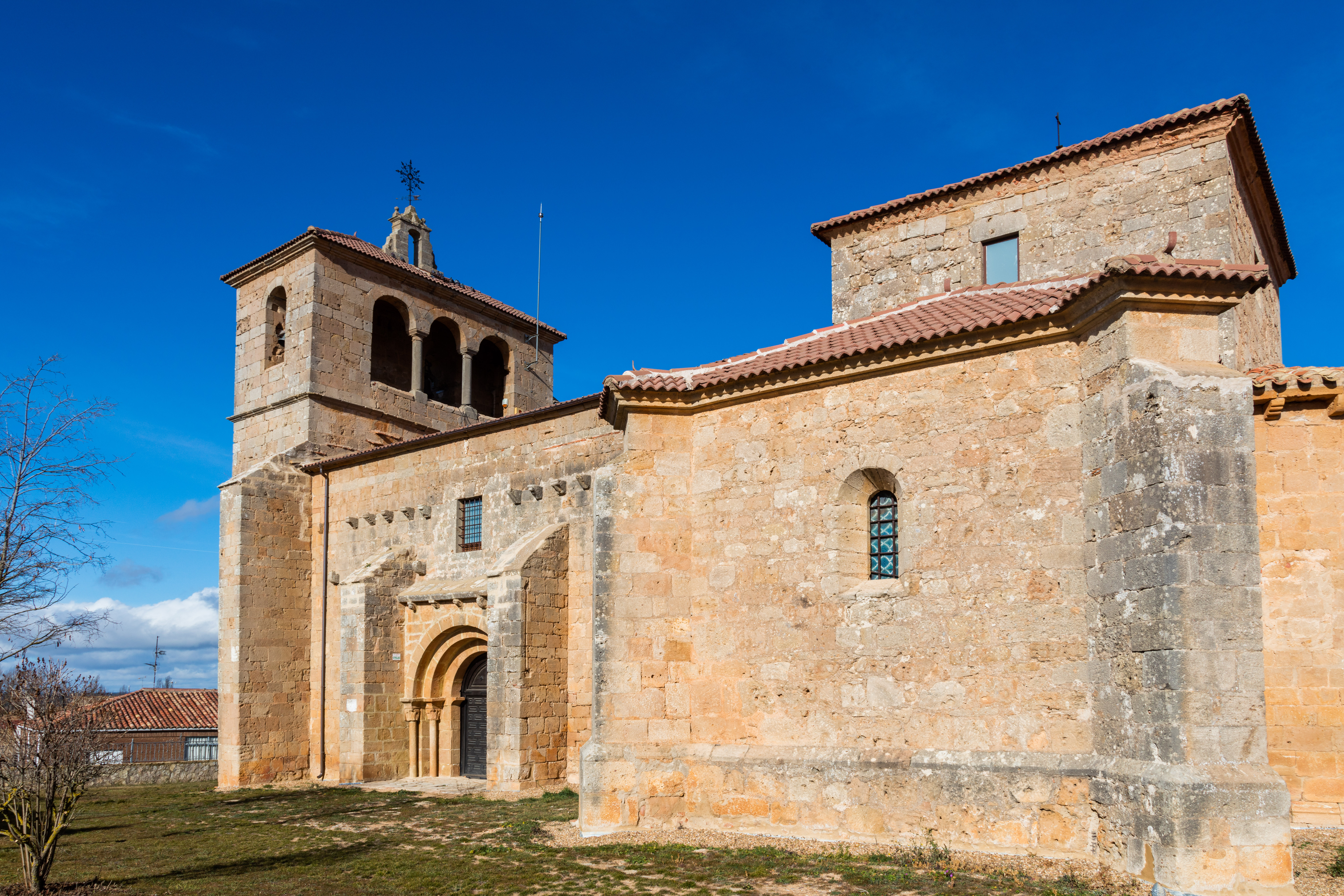
Iglesia de San Adrián

En el paraje El Molinillo hubo presencia celtibérica con hábitat reocupado durante el Bajo Imperio en el siglo III y parte del IV. De la Edad Media quedan restos en el despoblado de la Granja de Almonacid. 
Nepas perteneció al sexmo de la Sierra de Comunidad de Villa y Tierra de Almazán, reconvertida posteriormente en Marquesado.
En 1352 figura en el censo parroquial de la diócesis de Sigüenza con un beneficio y le estaba unida la iglesia de Almonecir. A finales del siglo XII o comienzos del XIII se construyó su parroquial románica y en el siglo XV se puso el arco conopial con los escudos del obispo seguntino Pedro González de Mendoza (1467-1495). 
En 1553 realizan la cruz procesional de Nepas Bernardino de Esacalante e Íñigo Ruiz. 
En 1753 tenía Nepas 32 vecinos y un hospital para pobres viandantes, y 25 neposos eran labradores. El archivo municipal guarda documentos desde 1870.
A la caída del Antiguo Régimen la localidad se constituye en municipio constitucional en la región de Castilla la Vieja, partido de Almazán, que en el censo de 1842 contaba con 53 hogares y 233 vecinos.

## Geografía humana

### Demografía
Cuenta con una población de 50 habitantes (INE 2024).
| Gráfica de evolución demográfica de Nepas entre 1842 y 2021 |
| |
| Población de derecho según los censos de población del INE Población de hecho según los censos de población del INEEn este censo se denominaba Nepas y Almonacid: 1842 |